# The High Road (JoJo)
The High Road è il secondo album di studio della cantante pop-R&B statunitense JoJo, pubblicato il 17 ottobre 2006 negli Stati Uniti dalla casa discografica Da Family Entertainment e Blackground Records.

## Descrizione
Da quest'album vengono estratti i singoli Too Little Too Late, How to Touch a Girl e Anything, il primo dei quali ha avuto un molto successo a livello internazionale.

### La riedizione
L'album (insieme al precedente e ai singoli Disaster e Demonstrate) è stato ripubblicato nel dicembre del 2018 dalla Clover Music, contenente le tracce originali e riregistrate per l'occasione. Tale decisione è dovuta alla rimozione di tutta la musica originale di JoJo pubblicata sotto la Blackground Records dalle piattaforme di streaming e vendita digitale. La Blackground, infatti, possiede le licenze master delle registrazioni originali e ha il controllo sulla loro pubblicazione.

## Tracce
1. This Time (Sean Garrett, Scott Storch) – 3:28
2. The Way You Do Me (Sean Garrett, Swizz Beatz) – 3:14
3. Too Little Too Late (Billy Steinberg, Josh Alexander, Ruth-Anne Cunningham) – 3:41
4. The High Road (Bridget Benenate, Jonathan "J.R." Rotem, Matthew Gerrard) – 3:50
5. Anything (Beau Dozier, David Paich, Jeff Porcaro, Justin Trugman, Mischke Butler) – 3:50
6. Like That (Corey Williams, Ryan Leslie) – 3:48
7. Good Ol' (Frankie, Kenneth Karlin, Lisa Simmons, Lil' Eddie, Soulshock) – 4:08
8. Coming For You (Alex Cantrall, Frankie, Kenneth Karlin, Lisa Simmons, Lil' Eddie, Soulshock) – 3:30
9. Let It Rain (Makeba Riddick, Mikkel S. Eriksen, Tor Erik Hermansen) – 3:47
10. Exceptional (Diane Warren) – 3:43
11. How to Touch a Girl (Billy Steinberg, Josh Alexander, Joanna Levesque) – 4:27
12. Note To God (Diane Warren) – 4:27

### Edizione UK
1. The Way You Do Me (Sean Garrett, Swizz Beatz) – 3:14
2. Anything (Beau Dozier, David Paich, Jeff Porcaro, Justin Trugman, Mischke Butler) – 3:50
3. This Time (Sean Garrett, Scott Storch) – 3:28
4. Too Little Too Late (Billy Steinberg, Josh Alexander, Ruth-Anne Cunningham) – 3:41
5. Let It Rain (Makeba Riddick, Mikkel S. Eriksen, Tor Erik Hermansen) – 3:47
6. The High Road (Bridget Benenate, Jonathan "J.R." Rotem, Matthew Gerrard) – 3:50
7. Like That (Corey Williams, Ryan Leslie) – 3:48
8. Good Ol' (Frankie, Kenneth Karlin, Lisa Simmons, Lil' Eddie, Soulshock) – 4:08
9. Coming For You (Alex Cantrall, Frankie, Kenneth Karlin, Lisa Simmons, Lil' Eddie, Soulshock) – 3:30
10. Exceptional (Diane Warren) – 3:43
11. How to Touch a Girl (Billy Steinberg, Josh Alexander, Joanna Levesque) – 4:27
12. Note To God (Diane Warren) – 4:27
13. Do Whatcha Gotta Do – 4:30
14. I Can Take U There – 4:51
15. Leave (Get Out) – 4:02

- iTunes exclusive

Pubblicato il 17 ottobre 2006
13. Do Whatcha Gotta Do – 4:30
14. I Can Take U There - 4:52
15. Too Little, Too Late (versione spagnola) - 3:41
Digital Booklet - The High Road
- Wal-Mart exclusive

Pubblicato il 17 ottobre 2006
14. Get It Poppin – 3:41
- Best Buy exclusive

Pubblicato il 17 ottobre 2006
15. I Can Take U There – 4:51
- UK exclusive

Pubblicato il 6 novembre 2006
15. Leave (Get Out) – 4:02
- Target and Circuit City exclusive DVD

Pubblicato il 17 ottobre 2006
1. High Road (Behind the Scenes in the Studio) – 1:39
2. The Glamorous Life (Behind the Scenes of the Photo Shoot) – 4:24
3. Lights, Camera, Action (Behind the Scenes of the Video Shoot) – 7:00
4. Visual Imagery (JoJo Videos) – 17:00

### The High Road (2018)– Edizione 2018
1. This Time (2018) – 3:34
2. The Way You Do Me (2018) – 2:50
3. Too Little Too Late (2018) – 3:43
4. The High Road (2018) – 3:53
5. Anything (2018) – 3:52
6. Like That (2018) – 3:48
7. Good Ol' (2018) – 4:11
8. Coming For You (2018) – 3:32
9. Let It Rain (2018) – 3:45
10. Exceptional (2018) – 3:45
11. How to Touch a Girl (2018) – 4:39
12. Note To God (2018) – 4:31

## Classifiche

### Classifiche settimanali
| Classifica (2006-07) | Posizione massima |
| -------------------- | ----------------- |
| Australia            | 22                |
| Belgio (Fiandre)     | 94                |
| Canada               | 12                |
| Giappone             | 45                |
| Regno Unito          | 24                |
| Stati Uniti          | 3                 |
| Svizzera             | 96                |

### Classifiche di fine anno
| Classifica (2007) | Posizione |
| ----------------- | --------- |
| Regno Unito       | 188       |
| Stati Uniti       | 166       |